# Rezina
Die Stadt Rezina (früher Rezina-Târg) ist Hauptstadt des moldauischen Rajons Rezina.
Die Stadt liegt am rechten Ufer des Flusses Dnjestr, 98 km von Chișinău und 3 km vom Bahnhof von Rîbnița entfernt. Die Stadt wird von der Route Orhei-Rîbnița durchquert.
Die Gemeinde zählt zusammen mit den Dörfern Ciorna und Stohnaia 13.400 Einwohner (1. Januar 2012).